# Tony Hancock
Tony Hancock (eigentlich Anthony John Hancock, * 12. Mai 1924 in Birmingham, England; † 24. Juni 1968 in Sydney, Australien) war ein britischer Komiker, der in den 1950er und 1960er Jahren im BBC-Fernsehen und Radio erfolgreich war.

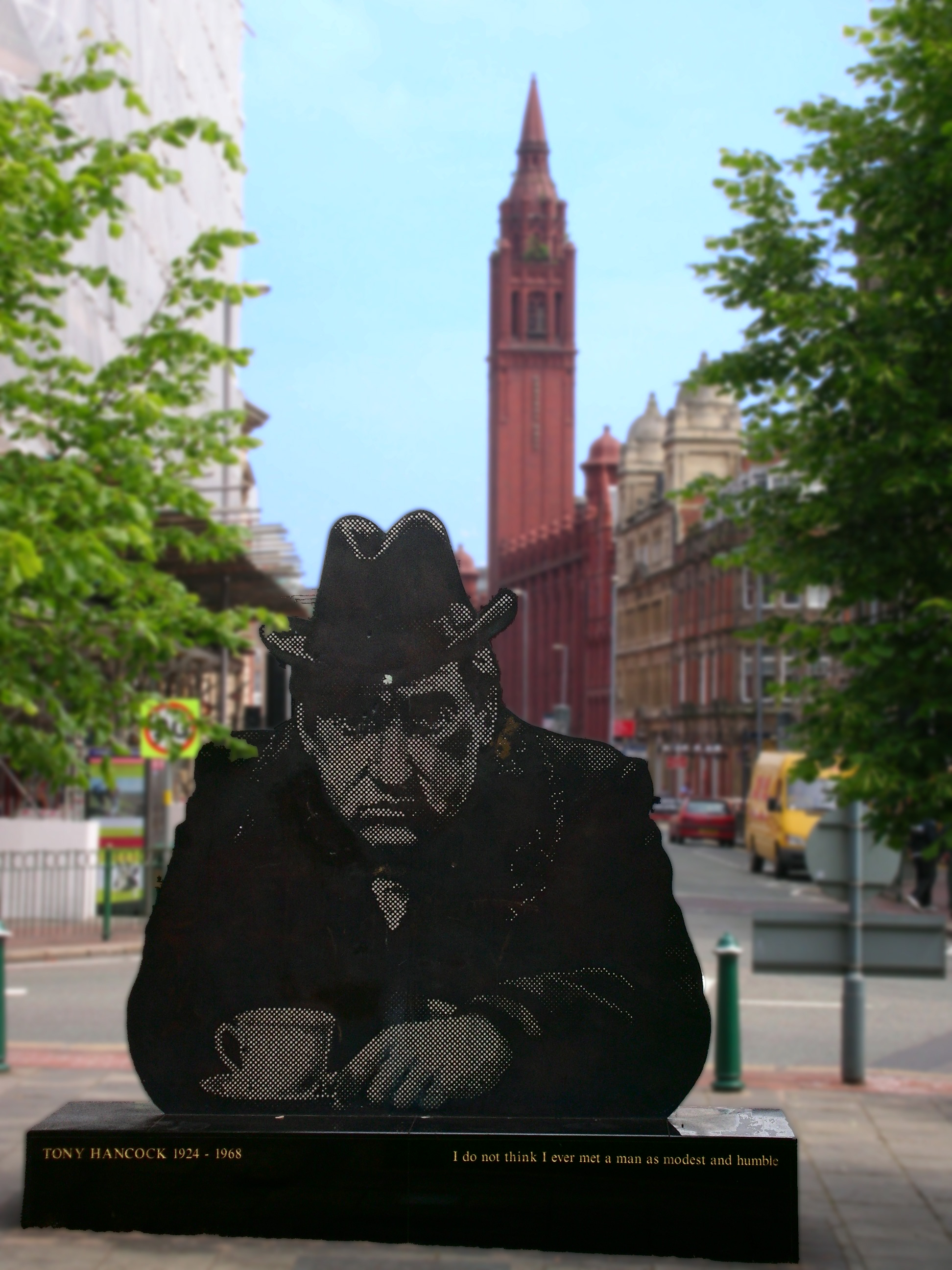
Tony Hancock auf einem Denkmal in Birmingham

## Die Anfänge seiner Karriere
Tony Hancock wuchs in Bournemouth in der englischen Grafschaft Dorset auf, wo sein Vater, John Hancock, schon als Komiker und Entertainer arbeitete. Seine Schulzeit verbrachte er in einem Internat in Berkshire. 1942 trat er der Royal Air Force (RAF) bei.
Seine ersten Erfolge waren Auftritte in Radiosendungen, u. a. 1951 in Educating Archie, wo er als Lehrer einer Bauchrednerpuppe auftrat. Im selben Jahr erschien er mit der BBC-Sendung Kaleidoscope erstmals auch im Fernsehen. 1954 bekam er seine eigene Radiosendung Hancock’s Half Hour.

## Hancock’s Half Hour
Hancock’s Half Hour war zuerst als Radiosendung und ab 1956 auch als Fernsehsendung Tony Hancocks größter Erfolg, der ihn in
ganz Großbritannien populär machte. Die halbstündigen Sendungen bestachen durch lustige Szenen aus dem alltäglichen Leben und führten so die Situationskomödie ein.
Regelmäßige Auftritte in Hancock’s Half Hour hatten unter anderem Sidney James, Kenneth Williams  und Hattie Jacques, die alle drei auch in Deutschland durch ihre Auftritte in zahlreichen Carry-On Filmen bekannt wurden.
Vor allem Sidney James entwickelte sich zum ständigen Filmpartner Hancocks. 1960 entzweiten sich James und Hancock jedoch, da Hancock in James einen potentiellen Konkurrenten sah.
1961 trennte er sich von Ray Galton und Alan Simpson, die bisher die Drehbücher für Hancock’s Half Hour geschrieben hatten. Dies wird als die größte Fehlentscheidung seines Lebens gesehen, denn von diesem Moment an ging es mit dem Niveau der Sendung, und damit auch mit der Popularität Tony Hancocks bergab.
Bis 1967 erschien Hancock noch im britischen Fernsehen, seine Auftritte wurden jedoch immer schlechter, was unter anderem auch auf
seinen zu dieser Zeit erhöhten Alkoholkonsum zurückzuführen ist.
Im Mai 1968 ging Hancock nach Australien, wo er sich kurze Zeit später das Leben nahm.

## Sonstiges
Der Albumtitel Send Away the Tigers von den Manic Street Preachers ist ein Zitat von Hancock. Als er vermehrt Alkohol trank, sagte er, er trinke um seine inneren Dämonen zu entfernen.
In dem Song „You're my Waterloo“  der Libertines, Band des englischen Skandalrockers Peter Doherty, wird Tony Hancock in einer Zeile („But I'm not Tony Hancock, baby“) erwähnt.

## Filmografie (Auswahl)
- 1965: Die tollkühnen Männer in ihren fliegenden Kisten (Those Magnificent Men in Their Flying Machines or How I Flew from London to Paris in 25 hours 11 minutes)
- 1966: Letzte Grüße von Onkel Joe (The Wrong Box)